# Tiago Rafael Maia Silva
Tiago Rafael Maia Silva (Lisboa, 2 de junho de 1993) é um futebolista profissional português que atua como médio, atualmente defende o Vitória de Guimarães. 

## Carreira
Tiago Silva fez parte do elenco da Seleção Portuguesa de Futebol nos Jogos Olímpicos de Verão de 2016.